# Theretra prunosa
Theretra prunosa är en fjärilsart som beskrevs av Butler 1875. Theretra prunosa ingår i släktet Theretra och familjen svärmare. Inga underarter finns listade i Catalogue of Life.